# Петер Кремц
Петер Кремц (нім. Peter Kremtz, 26 квітня 1940 — 23 лютого 2014) — німецький академічний веслувальник.
Срібний призер Олімпійських Ігор 1968 року в складі розпашної четвірки зі стерновим.
Чемпіон світу 1966 року в складі розпашної двійки без стернового.